# إبراهيما ديالو (لاعب كرة قدم فرنسي)
إبراهيما ديالو (بالفرنسية: Ibrahima Diallo)‏ هو لاعب كرة قدم فرنسي، ولد في 8 مارس 1999 في مدينة تور في فرنسا يلعب في نادي الدحيل القطري. شارك مع منتخب فرنسا تحت 20 سنة لكرة القدم. أما مع النوادي، فقد لعب مع نادي موناكو ونادي ساوثهامبتون.

## وصلات خارجية
- إبراهيما ديالو على موقع رابطة كرة القدم الفرنسية للمحترفين (الإنجليزية)
- إبراهيما ديالو على موقع قاعدة بيانات كرة القدم.إي يو (الإنجليزية)
- إبراهيما ديالو على موقع ليكيب (الفرنسية)
- إبراهيما ديالو على موقع Soccerbase.com (لاعب) (الإنجليزية)
- إبراهيما ديالو على موقع Soccerway.com (الإنجليزية)
- إبراهيما ديالو على موقع عالم كرة القدم.نت (الإنجليزية)
- إبراهيما ديالو على موقع AS.com (الإسبانية)